# 金泉俊輔
金泉 俊輔（かないずみ しゅんすけ、1972年 - ）は、日本の実業家、編集者。NewsPicks Studios代表取締役CEO、『週刊SPA!』元編集長、『日刊SPA!』創刊編集長。

## 人物・経歴
1972年生まれ。立教大学経済学部卒業。大学在学中から雜誌ライターとして活動する。卒業後、出版社に入社。書店や取次での営業職を経て、女性情報誌、女性ファッション誌編集に携わり、2001年から週刊誌編集に従事する。
2011年、ウェブ版『日刊SPA!』を創刊し編集長に就任。2013年、『週刊SPA!』編集長に就任。
2018年3月、株式会社ニューズピックスに入社し、NewsPicks編集長に就任。2019年5月、同社プレミアム事業担当執行役員に就任。2021年1月、NewsPicks Studios代表取締役CEOに就任。